# Selma Kouchy
Selma Kouchy est une actrice française, née à Sainte-Livrade-sur-Lot (Lot-et-Garonne).
De formation théâtrale, elle débute auprès de Marianne Valéry, à Monclar (Lot-et-Garonne), avant de connaître le succès avec Jacques et son maître (1998) mis en scène par Nicolas Briançon. La pièce sera nommée trois fois pour Les Molières.
Elle poursuit sa carrière dans le cinéma auprès de Muriel Robin sous la direction de Mehdi Charef, dans Marie-Line (2000), puis à la télévision, en participant à de nombreux téléfilms (Commissaire Magellan).

## Filmographie

### Cinéma
- 2000 : Marie-Line de Mehdi Charef
- 2001 : Satin rouge de Raja Amari
- 2001 : Effraction de Patrick Halpine
- 2003 : Le Tango des Rashevski de Sam Garbarski
- 2010 : Il reste du Jambon ? de Anne Depétrini
- 2012 : Mariage Boulette de Frédéric Dantec : rôle de Saliha
- 2012 : Télé gaucho de Michel Leclerc

### Télévision
- 2001 : Mix-cité de Christophe Leprêtre
- 2003 : Commissaire Moulin, épisode Bandit d'honneur d'Yves Rénier
- 2004 : Central nuit de Pascale Dallet
- 2005 : SOS 18 : Safia
- 2005 - 2008 : Le Tuteur d'Édouard Molinaro et François Velle
- 2006 : Pour l'amour de Dieu, téléfilm d'Ahmed Bouchaala et Zakia Tahri : Karine
- 2006 : Le Caprice des cigognes de Christiane Lehérissey
- 2006 : Préjudices de Philippe Pavans
- 2006 : Boulevard du Palais de Philippe Venault
- 2007 : Femmes de loi d'Hervé Renoh
- 2008 : Duval et Moreti de Jean-Pierre Prévost
- 2008 - 2009 : Seconde Chance de Vincent Giovanni
- 2009 : Sœur Thérèse.com
- 2009 : Louis Page de Philippe Roussel
- 2010 : Sur le fil de Frédéric Berthe
- 2013-2021 : Commissaire Magellan, lieutenant Selma Berrayah (depuis l'épisode 10)
- 2013 : Camping Paradis, épisode Camping circus : Steph
- 2014 : Interventions d'Éric Summer
- 2017 : Munch de Nicolas Guicheteau
- 2017 : Le Prix de la vérité d'Emmanuel Rigaut : Yasmine Labri
- 2018 : Noces rouges, mini-série réalisée par Marwen Abdallah : Yasmina
- 2018 : Mémoire de sang d'Olivier Guignard : Nora
- 2019-présent : Scènes de ménages : Amel, la petite amie d'Hervé.
- 2021 : Une affaire personnelle, d'Arnauld Mercadier
- 2022 : L'Amour (presque) parfait de Pascale Pouzadoux
- 2022 : Meurtres à Nancy de Sylvie Ayme : Olivia Salem
- 2022 : De miel et de sang de Lou Jeunet : Anaïs
- 2023-présent : Demain nous appartient : Myriam Becker
- 2023 : Simon Coleman (épisode Le Saut de l'ange) : Nora
- 2023 : Le Négociateur (épisode Jamais sans mes vaches) : Coline Durand
- 2025 : Je sais pas de Fred Grivois
- 2025 : Erica, épisode Le tailleur de pierre : Mouna
- 2025 : Flair de famille, (épisode 3 : Guet-apens) : Géraldine Prévost
- 2025 : Meurtres à... (collection) : Meurtres à Bussang  de Didier Bivel : Naima Stentz
- 2025: Alex Hugo épisode La Forêt des assassins : Caroline Gambier

### Publicités
- 2021 : Jus de fruits Joker
- 2023 : Gerblé

## Théâtre
- 1998 : Jacques et son maître de Milan Kundera, mise en scène Nicolas Briançon, Théâtre de la Madeleine, Théâtre Hébertot
- 2000 : Le Conte des contes de Pierre-Alain Leleu
- 2001 : Mais n'te promène donc pas toute nue de Georges Feydeau, mise en scène Roger Louret
- 2002 : Disputons-nous de Patrick Andrieu
- 2004 : Raiddingue de Lutz Hübner, mise en scène Pierre-Olivier Mornas, Théâtre La Bruyère
- 2007 : Prise de tête de Patrick Andrieu
- 2010 : Phèdre de Gilbert Ponte
- 2013 : À gauche en sortant de l'ascenseur, mis en scène d'Arthur Jugnot